# Saint-Sauflieu
Saint-Sauflieu är en kommun i departementet Somme i regionen Hauts-de-France i norra Frankrike. Kommunen ligger i kantonen Boves som tillhör arrondissementet Amiens. År 2022 hade Saint-Sauflieu 981 invånare.

## Befolkningsutveckling
Antalet invånare i kommunen Saint-Sauflieu
| Referens: INSEE |